# 麥爾維爾紀念碑

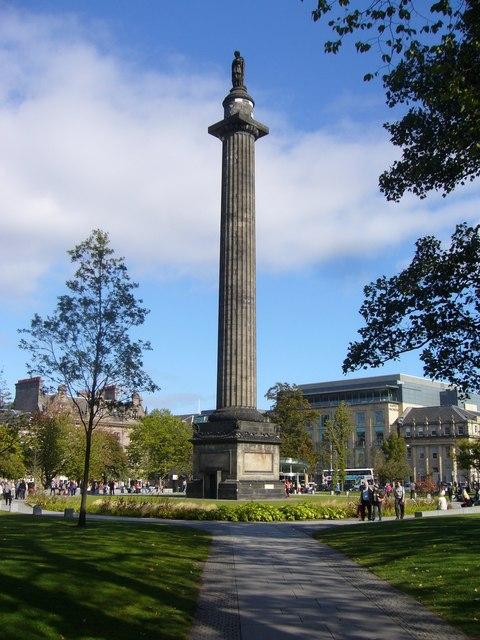

麥爾維爾紀念碑（Melville Monument）是蘇格蘭愛丁堡的一座紀念碑，位於聖安得魯廣場。這座紀念碑修建於1821年至1827年，紀念第一代梅爾維爾子爵亨利·鄧達斯。

## 外部連結
- Historic Environment Scotland: "ST ANDREW SQUARE, MELVILLE MONUMENT WITH BOUNDARY WALLS AND RAILINGS: LB27816" （页面存档备份，存于）
- Canmore: "Edinburgh, St Andrew Square, Melville's Monument" （页面存档备份，存于）
- Edinburgh World Heritage: "The Melville Monument" （页面存档备份，存于）

55°57′15″N 3°11′35″W / 55.95423°N 3.19315°W